# Орегон Дакс (команда по американскому футболу)
Oregon Ducks football — это студенческая футбольная команда Университета Орегона, расположенного в американском штате Орегон. Команда выступает на уровне NCAA Division I в FBS и является членом конференции Big Ten (B1G).
Хотя сейчас команда известна как Ducks, до середины 1960-х годов её обычно называли Webfoots. Программа впервые выставила футбольную команду в 1894 году. Орегон проводит домашние матчи на стадионе Autzen в Юджине, который вмещает 54 000 зрителей. Программа является одной из самых успешных в студенческом футболе с 2000-х годов.
В последние годы футбол Орегона известен креативным дизайном формы, шлема и логотипа благодаря тесному партнёрству с компанией Nike, расположенной в Орегоне.

## История

### Ранняя история (1894–1950)
История футбольного клуба началась в 1894 году, когда была проведена первая игра. 24 марта 1894 года команда одержала победу над Albany College со счётом 44:2 под руководством главного тренера Кэла Янга. После первой игры Кэл Янг покинул свой пост, и его место занял JA Church, который руководил командой до конца сезона.

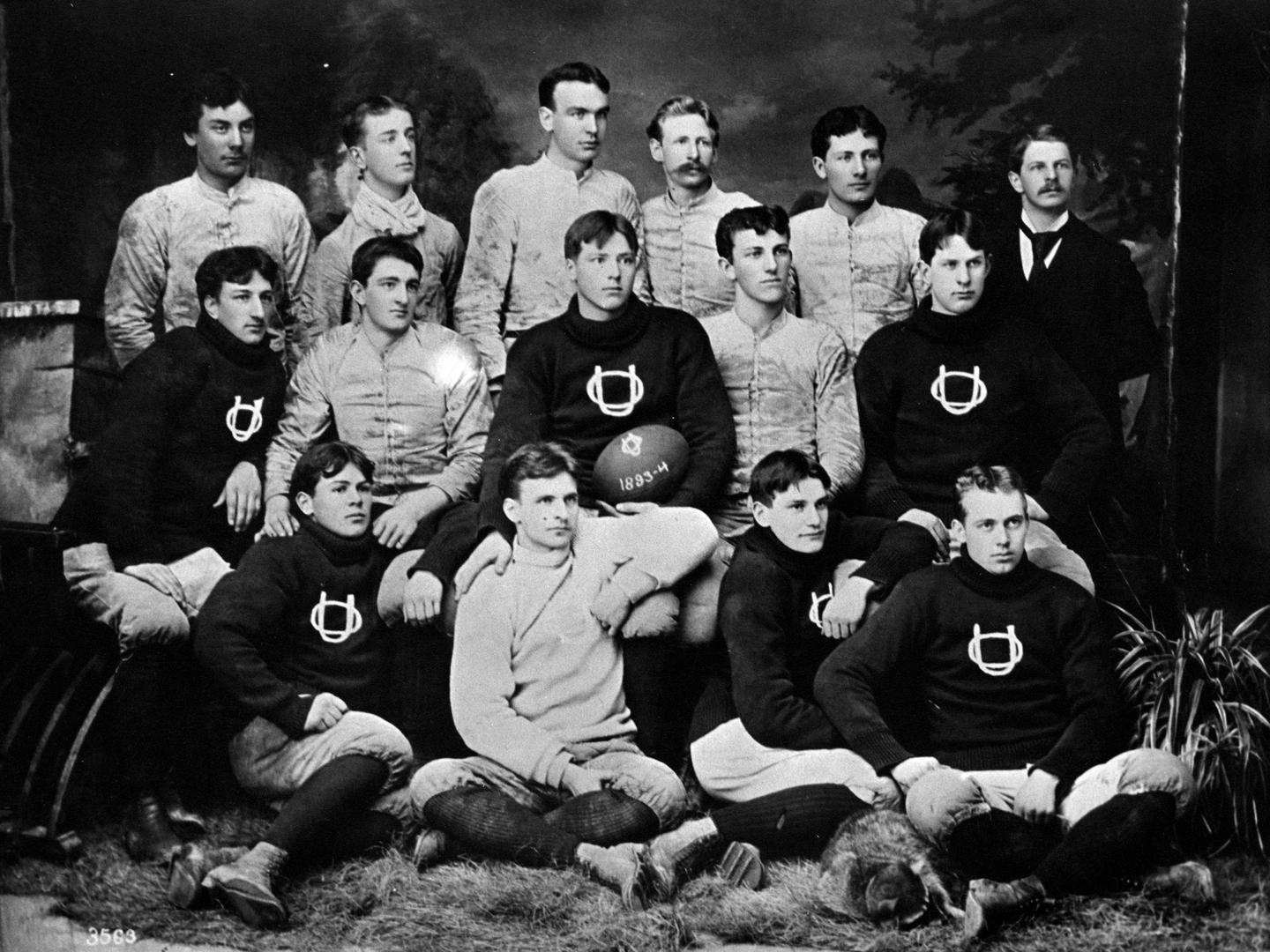
Команда Орегона 1894 года

В следующем сезоне Орегон одержал победу во всех четырёх играх под руководством главного тренера Перси Бенсона, несмотря на два дополнительных поражения и одну ничью. В 1899 году команда впервые покинула штат, сыграв с командой California Golden Bears в Беркли, штат Калифорния.
Самая крупная победа Орегона была зафиксирована в 1910 году, когда команда одержала победу над University of Puget Sound со счётом 115:0.
В начале XX века команда Орегона часто меняла тренеров. За девятнадцать сезонов сменилось шестнадцать главных тренеров. В 1913 году из Университета Арканзаса вернулся Хьюго Бездек, который тренировал команду Webfeet в 1906 году со счётом 5–0–1. Он стал первым профессиональным тренером Орегона и руководил командой с 1913 по 1917 год.
Бездек был универсальным мотиватором спортсменов и во время своего пребывания в должности также работал скаутом Западного побережья для Pittsburgh Pirates.
В сезоне 1916 года команда Орегона не потерпела ни одного поражения. Под руководством Бездека команда одержала семь побед и одну ничью, одержав победу над всеми соперниками, кроме двух. Сезон команда начала с игры против Университета Уилламетт, победив их со счётом 97–0. Игра против Вашингтона закончилась нулевой ничьей. В 1917 году команда Орегона не смогла показать достойный результат в двух играх. Однако команда Орегона получила приглашение на игру Роуз Боул 1917 года, которая в то время называлась Турнир Восток-Запад и проходила в Турнирном парке. Это было обусловлено тем, что стоимость билета на поезд из Юджина в Лос-Анджелес была значительно ниже, чем из Сиэтла.
Футбольная команда Орегона одержала победу над фаворитами — командой Университета Пенсильвании «Квакерс» — со счётом 14:0, что позволило ей стать первой командой, выигравшей Роуз Боул. В 1918 году тренер Бездек покинул команду Орегона, чтобы стать генеральным менеджером команды Питтсбург Пайрэтс. Его место занял Чарльз Хантингтон, который стал одним из героев игры Роуз Боул 1917 года.
Под руководством Чарльза Хантингтона, играя на недавно построенном стадионе Hayward Field, который являлся их домашним стадионом в Юджине до 1967 года, команда Webfeet в 1919 году вновь сравнялась с командой Washington в борьбе за титул чемпиона конференции Pacific Coast, выиграв тай-брейк на основе победы со счётом 24–13 над командой Huskies в Сиэтле.
В 1920 году Орегон проиграл команде Гарвардского университета в Rose Bowl со счётом 7–6. Это было последнее появление команды в боуле до Cotton Bowl в 1948 году.
В конце 1920-х и начале 1930-х годов Орегон предпринял первые попытки создать национальную футбольную программу, переманив известных тренеров с Востока на Запад. Сначала в 1926 году из армии был переманен Джон «Кэп» Макьюэн, а затем в 1930 году — Кларенс «Док» Спирс из Миннесоты. Оба тренера добились определенных успехов, но ни один из них не смог сохранить свой пост на протяжении всего контрактного срока. Макьюэн ушёл в отставку из-за конфликта, связанного с условиями контракта, а Спирс, нанятый на пятилетний контракт, покинул Орегон после двух сезонов, чтобы вернуться в Западную конференцию в Висконсин.
В 1932 году Принс «Принк» Каллисон, уроженец Орегона, выпускник, бывший игрок и тренер команды первокурсников, сменил Спирса. Благодаря выдающемуся защитнику Майку Микулаку и эффективной защите (50 пропущенных очков, пять «сухих» игр), Каллисон привёл Webfeet 1933 года к результату 9–1 и совместному чемпионству на конференции Тихоокеанского побережья, проиграв только один раз команде USC. Этот результат оставался лучшим в истории школы до 1901 года.
После того как Каллисон ушёл на пенсию в 1937 году, Орегон снова нанял главного тренера, пригласив Джеральда «Текса» Оливера из Аризоны. До начала Второй мировой войны Оливер занимал должность главного тренера. Во время войны он ушёл на службу в качестве военно-морского офицера. В 1942 году обязанности главного тренера по футболу временно исполнял Джон Уоррен из Орегона. Под его руководством команда показала результат 2–6, после чего футбольная программа была приостановлена на время войны.
После окончания войны Оливер вернулся на должность главного тренера. За свою карьеру он показал посредственный результат: 23 победы, 28 поражений и 3 ничьих. Его команда потерпела поражение от команды из Техаса со счётом 71–7 за день до атаки на Перл-Харбор. Это стало самым крупным поражением для команды из Орегона.
В 1945 году Оливер стал единственным тренером, который дважды проиграл команде Орегонского государственного университета в одном сезоне. В октябре 1946 года Оливер неожиданно покинул должность главного тренера Орегона, выразив недовольство уровнем поддержки, оказываемой администрацией футбольной программе.
Оливера на посту главного тренера заменил Джим Эйкен из штата Невада. Новый тренер сразу же добился успеха с командой, которая, как и многие послевоенные команды, состояла из ветеранов войны, включая Брэда Эклунда, Джейка Лейхта и Норма Ван Броклина. Также в команду были включены трансферы Джорджа Белла, Вудли Льюиса и Джона Маккея.
Команда Орегона 1948 года показала выдающиеся результаты, одержав 9 побед в регулярном сезоне и сыграв вничью с командой Калифорнии за чемпионство PCC. Однако в том сезоне команды не встречались на поле, и в результате тайного голосования президентов конференции право на проведение игры Роуз Боул 1949 года было предоставлено Калифорнийскому университету.

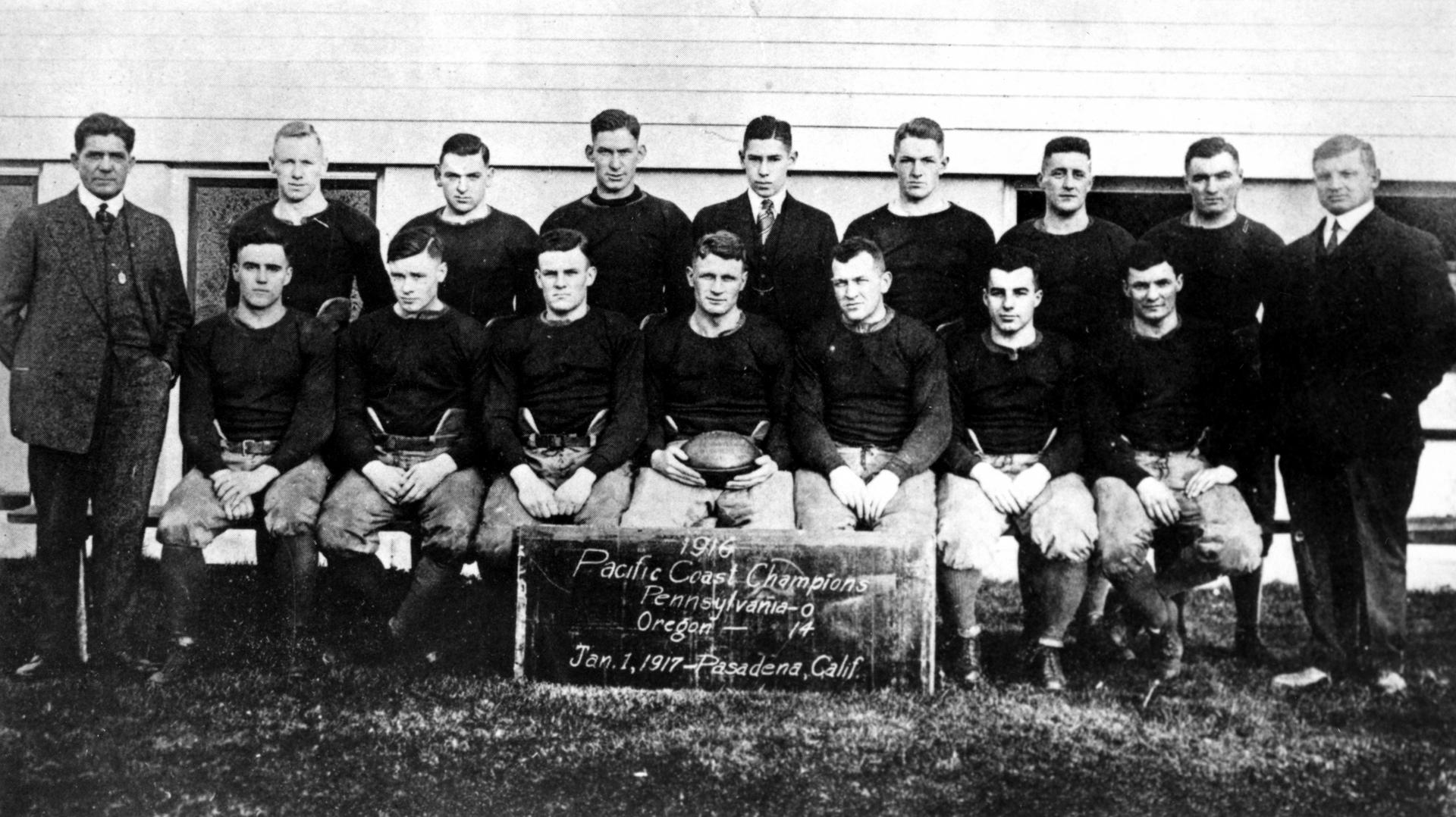
Команда Орегона 1916 года

В стремлении смягчить уязвлённые чувства конференция пошла на беспрецедентный шаг, предоставив команде Webfeet возможность принять участие в постсезонном соревновании, не связанном с Роуз Боул. Игра «Хлопковая чаша» Орегона, в которой команда потерпела поражение со счётом 21–13 от команды SMU под руководством Доака Уокера, стала единственным появлением команды в «чаше» в период между играми Роуз Боул 1920 и 1958 годов.
Под руководством Эйкена команда не смогла удержать достигнутые результаты с молодыми игроками. К четвёртому сезону команда оказалась в числе аутсайдеров среди команд колледжей страны, заняв последнее место в турнирной таблице с результатом 1–9 в 1950 году. Этот результат остаётся самым низким в истории школы по состоянию на 2011 год.
В начале 1951 года Эйкен был вынужден уйти в отставку из-за обвинений в нарушениях при наборе и организации тренировок.

### Команда под руководством Лена Казановы (1951–1966)

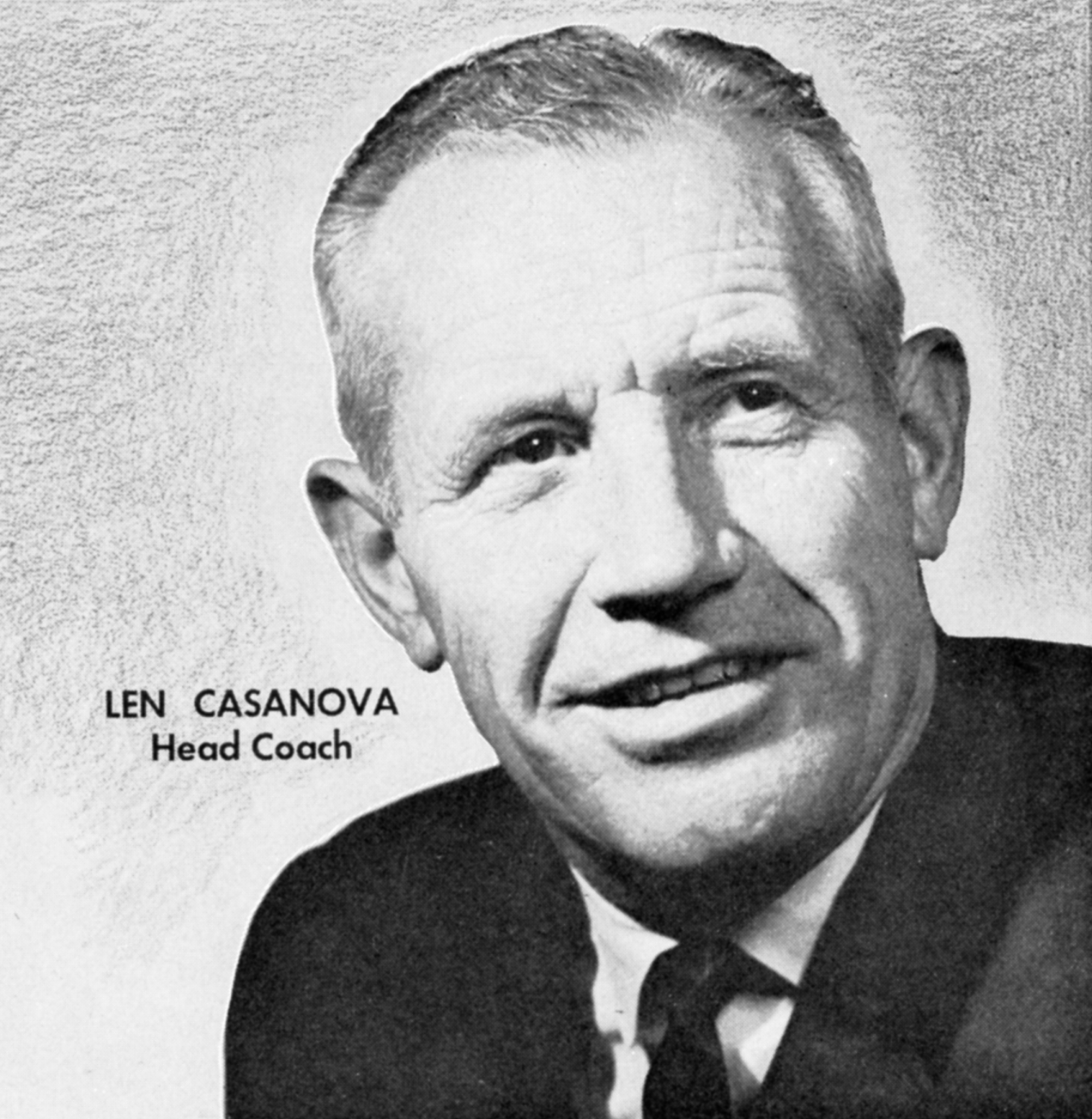
Лен Казанова, главный тренер команды с 1951 по 1966 года.

В очередной раз команда нашла нового тренера из крупного колледжа, который принял руководство программой. После отставки Эйкена на его место был приглашён Лен Казанова из Питтсбургского университета.
Казанова постепенно провёл реорганизацию программы и в итоге привёл команду к победе в 1954 году. В 1953 году команда сыграла в первой общенациональной телевизионной игре по американскому футболу против команды «Небраски» в Линкольне, одержав победу со счётом 20:12.
В сезоне 1957 года команда Орегон разделила титул конференции с Орегонским государственным университетом. Однако Орегон не смогла претендовать на участие в игре Роуз Боул из-за правила конференции, запрещающего повторение состава участников.
В игре Роуз Боул 1958 года команда Орегон встретилась с сильным фаворитом — Университетом штата Огайо. Орегон проиграл со счётом 10:7.
Брэйвен Дайер из Los Angeles Times отметил, что счёт 10:7 стал полной моральной победой для команды из Юджина, которую заставили проиграть с разницей в три тачдауна.
Винсент Икс. Флаэрти, обозреватель San Francisco Examiner, назвал Лэна Казанову величайшим тренером сезона за его выдающиеся достижения в качестве наставника в классическом матче Роуз Боул. Он также подчеркнул, что в Америке не было команды, которая бы демонстрировала более впечатляющее мастерство.
Казанова возглавлял команду в двух кубковых матчах: в Liberty Bowl в 1960 году против Penn State и в Sun Bowl в 1963 году против Southern Methodist. В январе 1967 года он занял должность второго постоянного спортивного директора UO, сменив Лео Харриса.
Под его руководством выступали будущие члены Зала славы профессионального футбола Мел Ренфро и Дэйв Уилкокс. Многие из его помощников тренеров, такие как Джордж Сейферт, Джон Маккей и Джон Робинсон, впоследствии стали успешными главными тренерами.
За время своей профессиональной деятельности Казанова установил рекорд 82–73–8, который является наивысшим показателем среди главных тренеров университета в тот период. В честь Казановы был назван Центр имени Лена Казановы, который является штаб-квартирой спортивного департамента Орегона и расположен рядом со стадионом Autzen.

### Команда под руководством Джерри Фрая (1967–1971)
Переход Казановы в администрацию положил начало двадцатилетнему периоду спада в истории Орегона. В 1967 году многолетний тренер линии нападения Джерри Фрей занял должность главного тренера после переезда команды на новый стадион Autzen.
Под его руководством команда никогда не участвовала в игре за кубок и не выигрывала более шести игр за сезон. До сезона 1975 года только одна команда из конференций Pac-8 и Big Ten имела право участвовать в игре за кубок Rose Bowl.
Несмотря на то что его карьера в Орегоне завершилась неудачей, он воспитал нескольких игроков, которые впоследствии стали звёздами Национальной футбольной лиги, включая квотербека Дэна Фоутса, включённого в Зал славы, и широкого ресивера Ахмада Рашада, известного как полузащитник Бобби Мур.
В 1970 году он привёл команду к невероятному успеху и возвращению в Калифорнийский университет в Лос-Анджелесе, набрав 20 очков за последние четыре минуты и одержав победу со счётом 41–40. Однако в игре футбольного соперничества главный соперник Орегон Стейт под руководством Ди Андроса оказался сильнее, и после поражения 1971 года некоторые влиятельные сторонники потребовали от Фрея внести существенные изменения в свой тренерский состав.
18 января 1972 года Фрей покинул пост главного тренера, сославшись на разногласия с руководством университета и спортивным директором Норвом Ричи. После его отставки президент студенческого совета того времени и другие лица выразили свою поддержку Фрею в многочисленных опубликованных письмах редактору The Register-Guard.

### Команда под руководством Дика Энрайта (1972–1973)
После тщательного отбора, включавшего в себя интервью с рядом известных главных тренеров, тренер линии нападения Фрея, Дик Энрайт, был назначен на должность главного тренера на сезон 1972 года.
Энрайт был наименее опытным кандидатом на эту должность, имея опыт работы в качестве тренера средней школы до 1970 года. Он изо всех сил старался поддерживать дисциплину в команде и обеспечить стабильную игру.
Известно, что Энрайт пытался сделать из Дэна Фоутса опционного квотербека, хотя тот не был бегуном. Несмотря на то, что команда 1972 года одержала победу над командой Oregon State впервые за девять сезонов, результаты команд Энрайта были неудовлетворительными: за два сезона они выиграли только шесть игр.
После жалоб в средствах массовой информации на качество условий для проведения футбольных матчей, Энрайт был уволен после сезона 1973 года.

### Команда под руководством Дона Рида (1974–1976)
Энрайт был заменён Доном Ридом, который стал тренером квотербеков. Однако Рид не смог сформировать конкурентоспособную команду в качестве главного тренера колледжа.
Во время трёхлетнего срока Рида была установлена самая длинная серия поражений Орегона — 14 игр. Кроме того, в 1974 году команда потерпела самое крупное поражение в своей истории — 66:0 от команды из Вашингтона.
После домашнего открытия сезона в 1975 году, когда команда проиграла 5:0 команде из Сан-Хосе Стейт, президент университета Уильям Бойд заявил репортёру, что он «предпочитает быть высеченным на городской площади, чем продолжать смотреть такую игру».
Рид был уволен после окончания сезона 1976 года, когда оставался один год до окончания срока его контракта. За три сезона под руководством Рида команда провела 3:18 игр, проиграла семь раз и одержала только одну победу над командой, которая одержала победу в игре (17:3 над командой из Колорадо Стейт в 1976 году).
Объявляя об увольнении Рида, спортивный директор Орегона Джон Кейн сообщил, что это было связано с финансовыми причинами. Рид не продемонстрировал достаточного прогресса, чтобы вызвать интерес к продаже сезонных абонементов, от спонсоров не поступало пожертвований, и Рид не мог быть отправлен на набор без продления контракта, для чего не было необходимой поддержки.
Нарушая недавнюю и безуспешную традицию, Кейн также сообщил, что «преемник не будет из нынешнего состава. Необходим другой подход, чем тот, который мы применяли в течение ряда лет. Я ищу многогранно талантливого человека, возможно, с другой личностью и опытом».
Стало очевидно, что требуются радикальные меры для исправления ситуации в команде. Кейн сообщил группе выпускников, что футбольная команда Орегона несла убытки в течение последних трёх сезонов. Как правило, именно университетская футбольная программа обеспечивает финансирование других видов спорта, не приносящих дохода. Однако в Орегоне футбольная программа привела к оттоку средств из успешной баскетбольной программы и сокращению бюджетов на борьбу, бейсбол и лёгкую атлетику.

### Команда под руководством Рича Брукса (1977–1994)
Кейн не мог позволить себе платить значительные суммы тренеру из колледжа. Он сообщил журналистам, что готов выделить своему новому главному тренеру не более 35 000 долларов в год. Однако он компенсирует это бюджетом на подбор персонала в размере 100 000 долларов, что является вторым по величине бюджетом в конференции.
Поиск тренера занял две недели. После того как Билл Уолш получил работу в Стэнфорде, а Джим Мора снял свою кандидатуру, поскольку считал эту работу бесперспективной, Кейн назначил помощника тренера UCLA и выпускника Oregon State Рича Брукса 29-м главным футбольным тренером Орегона вместо финалистов Монте Киффина и Рэя Грина.
Брукс начал свою карьеру неуверенно, одержав четыре победы в первых шести сезонах в Орегоне. В 1980 году разразился скандал, связанный с оплатой кредита, раскрытием незаконного фонда путешествий и неправомерным использованием телефонных карт. Это вынудило Брукса подать прошение об отставке президенту Бойду, который отказался принять его.
Орегон был помещён на испытательный срок Pac-10 в 1980 году и NCAA в 1982 году. После нескольких посредственных сезонов, включая 1983 год и печально известную ничью без очков с Орегонским государственным университетом, команда показала результат 8–4 в сезоне 1989 года, отправившись на Чашу независимости — первое появление Орегона в постсезонном турнире за 26 сезонов. Брукс провёл ещё две игры в кубке перед своим последним сезоном в 1994 году.
Вершиной карьеры Брукса в Орегоне стал его последний сезон, когда его команда выиграла чемпионат конференции Pacific-10 с результатом 9–3 в регулярном сезоне и выступила в игре Rose Bowl. Это чемпионство стало первым прямым чемпионством в конференции в истории команды, поскольку все предыдущие были разделены.
Решающий момент сезона произошёл в игре против команды Washington Huskies, занимающей 9-е место в рейтинге AP. Эта игра запомнилась болельщикам команды как «Выбор».
До этой игры Ducks выиграли всего три игры против Huskies за 20 сезонов, включая множество напряжённых матчей.
В конце игры, когда Ducks лидировали со счётом 24–20, Washington смог набрать очки и выйти вперёд, когда квотербек Huskies Дэймон Хуард бросил перехват Кенни Уитону. Уитон вернул перехват на 97-ярдовый тачдаун, что закрепило победу Ducks.
В 1994 году Рич Брукс принял решение покинуть должность главного тренера Орегона, чтобы возглавить команду St. Louis Rams. Несмотря на то, что процент побед у Брукса был ниже, чем у его предшественника Лена Казановы, он всё же превзошёл его и стал самым успешным тренером в истории школы. В честь его достижений стадион Autzen был переименован в Rich Brooks Field.
Хотя Брукс оставил команду с проигрышным счётом, его заслугой является возрождение футбольной программы Орегона. На момент его ухода из команды его 91 победа была самым высоким показателем в истории школы, а 109 поражений остаются наибольшим показателем в истории школы.

### Команда под руководством Майка Беллотти (1995–2008)
После того как Рич Брукс покинул должность главного тренера в 1995 году, её занял Майк Беллотти. За время своего пребывания на посту главного тренера Беллотти значительно повысил уровень футбольной программы Ducks.
Сезонные результаты, которые ранее считались приемлемыми или даже достойными, стали восприниматься как посредственные и неудовлетворительные.
Беллотти быстро добился успеха, приведя команду к результату 9–3 в первый же год и обеспечив ей участие в Cotton Bowl Classic. За 14 сезонов команды Беллотти 12 раз участвовали в боуле, и лишь однажды (в 2004 году) Ducks показали неудовлетворительный результат.
Беллотти тренировал команду, которая в сезоне 2000 года завоевала титул чемпиона Pac-10, разделив его с командами Вашингтона и Университета штата Огайо. В решающем матче Роуз Боул Утки проиграли соперничество 2000 года в Корваллисе, что привело к их вылету в Холидей Боул. В Холидей Боул команда одержала победу над Техасом со счётом 35–30, что стало их первой победой в 10 играх за всю историю программы.
В сезоне 2001 года старший квотербек Джои Харрингтон, финалист Heisman Trophy, привёл Ducks к первому сезону с 11 победами в истории программы и к победе в Pac-10. Сезон был полон напряжённых матчей, 6 из которых завершились с разницей в одно очко или меньше, за что Харрингтон получил прозвище «Капитан Камбэк». Единственное поражение в сезоне было нанесено команде Stanford Cardinal дома. Орегон лидировал с тремя тачдаунами, но ошибки в специальных командах стоили им победы.
По итогам регулярного сезона 2001 года команда Ducks заняла второе место в опросах AP и тренеров. Однако в соответствии с компьютерной формулой BCS, разработанной для определения рейтинга команд, Орегон занял только четвёртое место, уступив второе место команде Небраски, которая проиграла в своей последней игре регулярного сезона команде Колорадо, и третье место команде Колорадо. Это не позволило Орегону принять участие в национальном чемпионате.
Комитет BCS решил изменить систему рейтинга на последующие годы, чтобы избежать подобных несоответствий. В результате применения новой формулы в 2001 году команда Орегона могла бы принять участие в национальном чемпионате. Вместо этого команда Ducks 2001 года сыграла в игре Fiesta Bowl против команды Колорадо. Защита от выносов Орегона оказалась эффективной, и команда смогла сдержать выносную игру Колорадо, ограничив их результативность 49 ярдами за 31 попытку. Харрингтон сделал передачу на 350 ярдов, что привело к победе команды Ducks со счётом 38–16.
После сезона 2001 года координатор нападения Джефф Тедфорд перешёл на работу в Калифорнию, и его место занял Энди Людвиг. В сезоне 2003 года была одержана значительная победа над командой «Мичиганские росомахи», занимавшей 5-е место в рейтинге. Это поражение разрушило надежды Мичигана на успешный сезон. Команда отправилась на игру на западное побережье в третий раз за четыре года.

Людвиг покинул пост координатора нападения после неудачного сезона 2004 года, который стал единственным проигрышным сезоном (5–6) для команды Орегона под руководством Майка Беллотти.

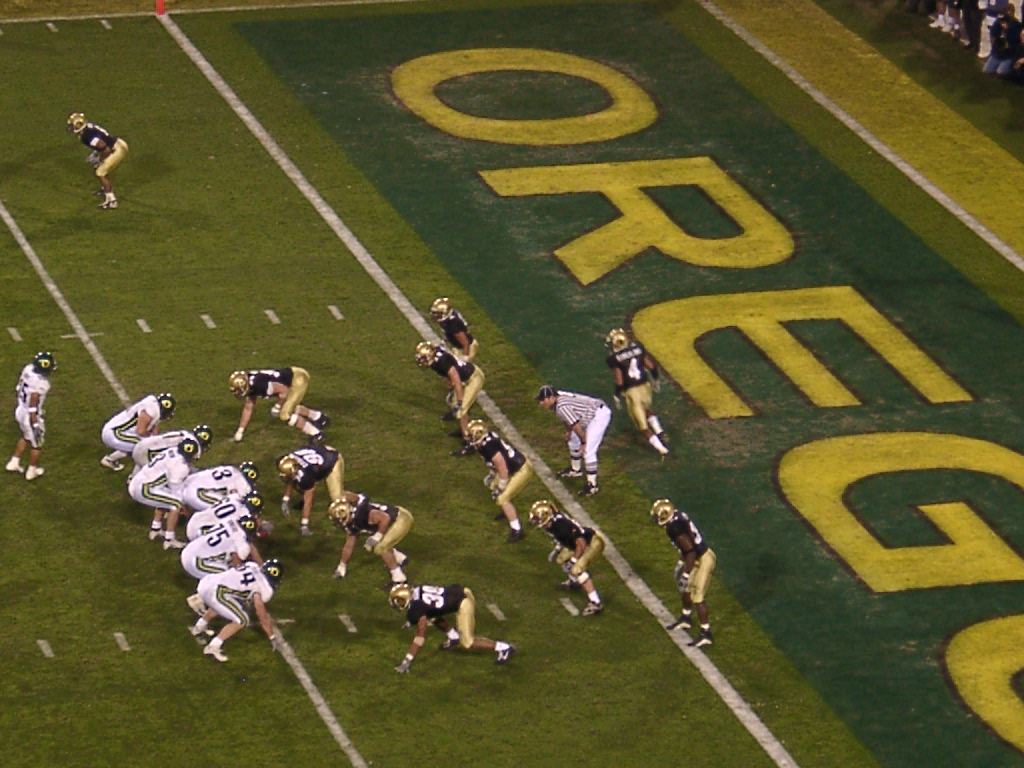
Орегон против Колорадо в матче Fiesta Bowl 2002 года.

Недавно уволенный главный тренер BYU Гэри Кроутон принял руководство нападением. Сезон 2005 года продемонстрировал значительное улучшение по сравнению с 2004 годом, счёт составил 10–1 в регулярном сезоне с единственным поражением от лидера — команды USC.
В восьмой игре сезона против команды Arizona Wildcats старший стартовый квотербек Ducks Келлен Клеменс получил спиральный перелом лодыжки, что положило конец его сезону и карьере. Несмотря на потерю Клеменса, Ducks выиграли игру, а также все остальные игры регулярного сезона, но проиграли в Holiday Bowl команде Oklahoma Sooners.
В 2006 году команда начала сезон успешно, выиграв четыре игры в его начале, включая спорную победу над командой Оклахомы, которая на тот момент занимала 11-е место в рейтинге. Однако победа Оклахомы стала кульминацией сезона 2006 года.; По итогам регулярного сезона команда показала неудовлетворительные результаты и была разгромлена в игре Las Vegas Bowl, проиграв со счётом 8–38.
После окончания сезона 2006 года Гари Кроутон покинул пост главного тренера Орегона и занял должность координатора нападения в Университете штата Луизиана. В феврале 2007 года на его место был назначен Чип Келли.
Под руководством Келли команда начала сезон с 8 победами и 1 поражением, но затем последовала череда травм, которая привела к ухудшению результатов. В итоге команда завершила регулярный сезон с тремя поражениями подряд и была отправлена в Sun Bowl, где одержала победу над Южной Флоридой со счётом 56–21.
Многие считают, что команда могла бы стать чемпионом, если бы не травмы квотербека Денниса Диксона.
Джефф Шварц играл на позиции правого тэкла с 2005 по 2007 год и внёс значительный вклад в успех команды. В 2006 и 2007 годах команда под его руководством занимала первое место в конференции по выносу. В 2007 году Джефф был включён во вторую сборную All-Pac-10.
В сезоне 2008 года квотербек Джеремайя Масоли стал лидером нападения команды под руководством Чипа Келли Масоли, переведённый из Городского колледжа Сан-Франциско, вышел на замену против команды «Вашингтон» в первом матче сезона, когда стартер Джастин Ропер получил травму. Он привёл команду к победе со счётом 44–10.
Несмотря на травмы, Масоли закрепил за собой статус стартера к середине сезона. В футбольном соперничестве 2008 года Орегон победил команду «Орегон Стейт Биверс» в Корваллисе со счётом 65–38, выбив «Бобров» из Роуз Боул. Команда отправились в «Холидей Боул».
В столкновении двух команд с мощным нападением «Орегон» победил «Оклахома Стэйт Ковбойз» в Holiday Bowl 2008 года и закончил сезон в первой десятке.
В марте 2009 года Беллотти объявил о своей отставке. Келли занял пост главного тренера, а Беллотти был назначен спортивным директором, заменив Пэта Килкенни. Беллотти покинул программу как самый победоносный тренер в истории Орегона, одержав 116 побед с процентом побед 67,8.

### Команда под руководством Чипа Келли (2009–2012)
В свой первый сезон в качестве главного тренера команды Чип Келли столкнулся с трудностями на старте, проиграв команде «Бойсе Стейт» с разницей в 11 очков. Игра завершилась спором, когда раннинбек «Орегона» ЛеГарретт Блаунт ударил лайнбекера «Бойсе Стейт» Байрона Хаута в прямом эфире национального телевидения после того, как Хаут был замечен задирающим Блаунта.
Команда показала лишь незначительные улучшения, одержав близкие победы над командами «Пердью Бойлермейкерс» и «Юта Ютс». Только в начале сезона Pac-10 команда начала демонстрировать свой потенциал, разгромив команду «Калифорнийских Золотых Медведей» со счётом 42–3.
В 2009 году команда проиграла только одну игру против «Стэнфорд Кардинал», в регулярном сезоне. Команда отправилась на игру Роуз Боул 2010 года, где они проиграли команде Ohio State Buckeyes со счётом 26–17.
В межсезонье в команде возникли разногласия. Стартовый раннинбек ЛаМайкл Джеймс стал участником семейного конфликта, в ходе которого он признал свою вину в физическом преследовании бывшей девушки. В результате он был отстранен от участия в первой игре сезона 2010 года.
Стартовый квотербек Джеремайя Масоли был отстранен от участия в футбольном сезоне 2010 года за совершение кражи из студенческого общежития. 7 июня Масоли был привлечен к ответственности за хранение марихуаны, управление транспортным средством с приостановленными правами и невыполнение требования остановиться при выезде на проезжую часть. В связи с этим тренер Чип Келли принял решение исключить его из команды.
Несмотря на потерю Масоли, команда доминировала над своими соперниками в сезоне 2010 года. 17 октября команда впервые в истории школы заняла первое место в рейтингах AP и USA Today Coaches Poll после того, как команды-лидеры Ohio State Buckeyes и Alabama Crimson Tide потерпели поражение в двух играх подряд.
Команда завершила регулярный сезон с результатом 12–0 и выиграли конференцию со счётом 9–0, став единственной командой в истории Pac-10, которая победила все команды конференции в сезоне из девяти игр конференции. Заняв второе место в рейтинге BCS, Орегон сыграл с «Оберном» в матче за национальный чемпионат BCS 2011 года на стадионе Университета Феникса в Глендейле, штат Аризона, проиграв по филд-голу «Оберна» по истечении времени со счётом 22–19.
Несмотря на дисквалификацию в первой игре, раннинбек Орегона ЛаМайкл Джеймс получил премию Дока Уокера 2010 года как выдающийся студент-раннинбек страны. Джеймс был первым игроком, признанным единогласно игроком сборной Америки по американскому футболу из штата Орегон. Он выступал во всех пяти сборных Америки, признанных Национальной ассоциацией студенческого спорта (NCAA).
В 2011 году команда «Орегон Дакс» выиграла свой третий чемпионат конференции подряд, выиграв новый Северный дивизион Pac-12 и победив UCLA в первой игре за звание чемпиона конференции Pac-12. Команда стала первой в конференции Pac-12, кроме команды USC, которая выиграла три титула подряд с момента основания конференции в 1959 году.

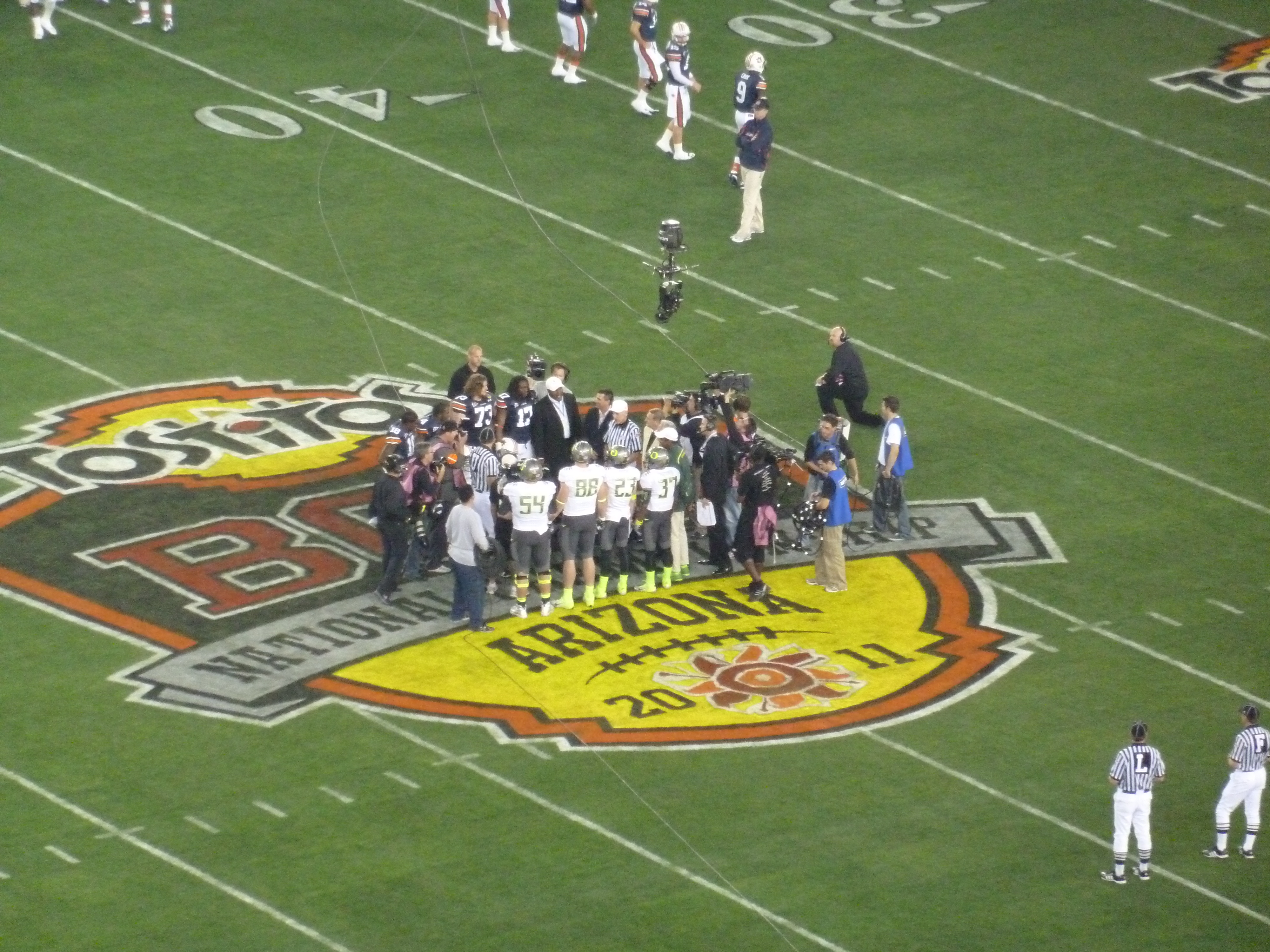
Орегон против Оберна в матче национального чемпионата BCS 2011 года

ЛаМайкл Джеймс стал первым игроком в истории конференции, который трижды провёл на выносе 1500+ ярдов. Он занимает второе место в списке лучших игроков Pac-12 по выносу.
Джеймс был финалистом премии Доака Уокера в 2011 году и финалистом премии Пола Хорнунга в 2011 году. Пантер Джексон Райс был финалистом премии Рэя Гая.
2 января 2012 года команда «Орегон Дакс» выиграла «Роуз Боул», обыграв «Висконсин Барсуки» со счётом 45–38 и завоевав титул.
В сезоне 2012 года команда продолжила свою серию достижений национального масштаба, впервые в истории заняв первое место в рейтинге AP 12 ноября. Однако поражение от Стэнфорда на домашней площадке положило конец победной серии команды в конференции Орегона.
Команда была выбрана для участия в игре Fiesta Bowl 2013 года против команды Kansas State, которую Орегон выиграл со счётом 35–17. Таким образом, Орегон стал четвёртой командой в истории, которая сыграла в четырёх последовательных играх BCS bow l.
Раннинбек Кенджон Барнер был финалистом премии Доука Уокера и был назван пятым консенсусным всеамериканцем Орегона.
Сразу после окончания сезона 2012 года Келли прошёл собеседование на должности главного тренера в Cleveland Browns, Buffalo Bills и Philadelphia Eagles. Келли первоначально отклонил предложения, но через несколько недель согласился на условия с Eagles.

### Команда под руководством Марка Хелфрича (2013–2016)
Через несколько дней после отставки Чипа Келли, координатор нападения Марк Хелфрич был назначен на должность главного тренера команды.
26 июня 2013 года футбольная программа была подвергнута штрафу со стороны NCAA на три года испытательного срока и сокращению стипендий, но без запрета на участие в кубках. Это решение было принято по итогам расследования использования школой услуг по набору игроков в футбол под руководством бывшего главного тренера Чипа Келли.
В 2013 году, в первом сезоне, когда Хелфрич стал главным тренером, команда стремилась к победе в национальном чемпионате после успешного начала сезона. Квотербек Маркус Мариота считался фаворитом на получение награды Heisman.
Однако команда потерпела поражение в двух играх в течение трёх недель от команд Аризоны и Стэнфорда. Регулярный сезон завершился победой со счётом 36–35 в игре против «Орегон Стэйт Биверс». Затем «Орегон» обыграл команду Техас в Valero Alamo Bowl со счётом 30–7.
Хелфрич привёл команду «Уток» 2014 года к результату регулярного сезона 12–1 (8–1), выиграв свой первый чемпионат конференции Pac-12 в качестве главного тренера.
В рекордном сезоне были одержаны победы над действующим чемпионом конференции Big Ten и командой Rose Bowl Мичиган Стэйт, а также над соперниками Вашингтоном и «Орегон Стэйт». Единственное поражение команды произошло в домашнем матче в четверг вечером против команды Аризоны.
Орегон одержал восемь побед подряд, включая доминирующую победу в матче-реванше против команды Wildcats в игре за звание чемпиона Pac-12 по футболу. Маркус Мариота, квотербек команды Орегона, был признан вторым единогласным победителем All-American и первым обладателем Heisman Trophy. Он также стал первым обладателем наград Maxwell, Davey O'Brien и Walter Camp.
В 2014 году Орегон занял второе место в итоговом рейтинге плей-офф студенческого футбола и получил право встретиться с непобеждёнными действующими национальными чемпионами Florida State в игре Rose Bowl, которая была назначена полуфинальной игрой плей-офф студенческого футбола. Орегон одержал победу над Seminoles со счётом 59–20 и вышли в национальный чемпионат плей-офф студенческого футбола.
В национальном чемпионате команда встретилась с командой Ohio State Buckeyes, занявшей четвёртое место, которая победила команду Alabama, занявшую первое место, в игре Sugar Bowl. Орегон проиграл Buckeyes со счётом 42–20. Команда завершила сезон 2014 года, заняв 2-е место в финальном опросе Associated Press и набрав 13 очков из 15 возможных.
В 2015 году Орегон вошёл в десятку лучших в обоих основных предсезонных опросах по американскому футболу. После ухода Маркуса Мариоты из Национальной футбольной лиги Орегон остался без надёжного игрока на позиции квотербека. Вернон Адамс, который в течение трёх лет высоко ценился в FCS Eastern Washington, перешёл в Орегон на свой последний сезон в качестве выпускника.

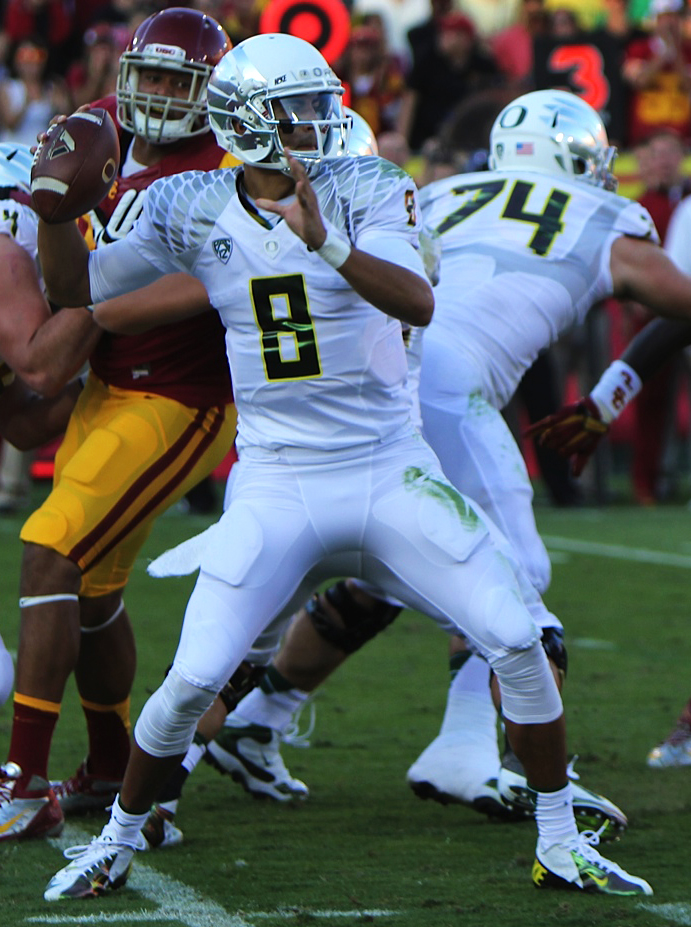
Мариота, квотербек Орегона с 2012 по 2014 года.

Адамс получил травму в своей первой игре в качестве игрока Орегона — по иронии судьбы, против своей бывшей команды Eastern Washington — и либо не играл, либо играл неэффективно в следующих пяти играх 2015 года, так как Орегон начал сезон с результатом 3–3. После того как Адамс полностью восстановился, команда начала серию побед в конференции, выиграв последние шесть игр регулярного сезона и завершив его со счётом 9–3, получив право участвовать в Alamo Bowl 2016 года против Texas Christian. В Alamo Bowl Орегон вёл со счётом 31–0 в первой половине, но Адамс выбыл из игры из-за травмы; TCU совершил один из самых впечатляющих камбэков в истории игр в боулинг во втором тайме, в конечном итоге сравняв счёт и выиграв игру в третьем овертайме со счётом 47:41.
После сезона 2015 года Орегон занял 19-е место в рейтинге AP и 20-е место среди тренеров в опросах. Сезон 2015 года для футбольной команды Орегона был отмечен неудовлетворительными результатами в защите. Соперники набирали в среднем 37,5 очков за игру, что является худшим результатом в истории программы, несмотря на присутствие всеамериканского защитника ДеФорреста Бакнера, который был выбран под общим 7-м номером на драфте НФЛ 2016 года командой San Francisco 49ers.
После завершения сезона Дон Пеллум признал свою ответственность за неудачную игру в защите и вернулся к должности тренера. Хелфрич, в свою очередь, нанял Брэди Хоука, опытного главного тренера колледжа, в качестве координатора защиты. Это произошло 16 января 2016 года.
Хелфрич повысил Мэтта Любика, тренера ресиверов, до координатора нападения перед игрой Аламо Боул, заменив Скотта Фроста, который покинул команду.
2016 год стал последним для Марка Хелфрича в качестве главного тренера. Команда Орегон показала результат 4–8, завершив сезон поражением от команды из штата Орегон в финале. Университет штата Орегон выиграл у команды со счётом 34–24, прекратив восьмиматчевую победную серию Орегона против своего соперника из штата.
Другие поражения были от Университета Вашингтона (70–21), Университета штата Вашингтон (51–33) и троянцев USC (45–20). Четыре победы стали самым низким показателем в программе с 1991 года.
Хелфрич был уволен с должности главного тренера 29 ноября 2016 года.

### Команда под руководством Вилли Таггарта (2017)
После увольнения Хелфрича 7 декабря 2016 года главным тренером команды «Южная Флорида» был назначен Вилли Таггарт.
17 января 2017 года в связи с инцидентом, в результате которого три игрока команды были госпитализированы во время межсезонных тренировок, тренер по силовой и кондиционной подготовке Иреле Одеринде был отстранён от должности на один месяц.
23 января 2017 года координатор нападения и тренер тайт-эндов Дэвид Ривз был уволен после того, как был арестован за вождение в нетрезвом виде.
5 декабря 2017 года Таггарт ушёл с поста главного тренера «Южной Флориды» и занял аналогичную должность в команде Флоридского государственного университета.
Команда завершила сезон со счётом 7–5, проиграв команде Boise State в Лас-Вегасе.

### Команда под руководством Марио Кристобаля (2018–2021)
8 декабря 2017 года Марио Кристобаль был назначен на должность главного тренера команды Oregon Ducks.
20 февраля 2018 года стало известно, что Кристобаль принял решение нанять тренера линии нападения Алекса Мирабаля, который станет 10-м и последним штатным помощником тренера Oregon.
До сезона 2018 года команда Oregon запланировала провести домашнюю серию игр с командой Texas A&M в 2018 и 2019 годах, но Aggies отказались от участия.
Oregon начал сезон под руководством младшего квотербека Джастина Херберта, который является кандидатом на получение награды Heisman Trophy. Ducks выиграли свои первые три игры.
Ducks одержали победу над командами Bowling Green (58–24), Portland State (62–14) и San Jose State (35–22).
18 сентября 2018 года Oregon занял 20-е место в рейтинге AP Top 25 и 19-е место в рейтинге Coaches Poll.
22 сентября 2018 года команда потерпела поражение от команды Стэнфорда, которая занимала 7-е место в рейтинге.
Три недели спустя они одержали победу над командой Вашингтон, которая также занимала 7-е место в рейтинге. По итогам регулярного сезона команда завершила выступление с результатом 8-4, а в игре Redbox Bowl одержала победу над командой Мичиган Стэйт Спартанс со счетом 7-6. Итоговый результат сезона 2018 года составил 9-4.
Сезон 2019 года начался с матча-реванша между командами Орегон и Университет Оберна в рамках Advocare Classic, который был повторением игры BCS National Championship Game 2011 года. Орегон лидировал на протяжении большей части игры, но не смог удержать преимущество в конце, проиграв со счётом 27–21.
После неудачного старта команда смогла оправиться и выиграла девять игр подряд, поднявшись на шестое место в национальных опросах. Однако затем они проиграли Arizona State со счётом 31–28.
Регулярный сезон Орегон завершил победой над соперником Oregon State и впервые за пять сезонов выиграл дивизион Pac-12 North. В игре за звание чемпиона Pac-12 они победили фаворитов Utah Utes со счётом 37–15. Эта победа позволила им отправиться на игру Rose Bowl 2020 года, где они победили Wisconsin Badgers со счётом 28–27.
Орегон закончил сезон на пятом месте в опросах AP и Coaches, что стало лучшим результатом команды с сезона 2014 года.
Сезон 2020 года для Ducks и студенческого футбола в целом был омрачён пандемией COVID-19. В итоге команда Орегона провела укороченный сезон, состоявший только из матчей конференции, и заняла третье место в национальном рейтинге, одержав победу над командой Ohio State. В 2021 году Орегон начал сезон со счетом 4-0 и поднялся на третье место в национальном рейтинге, одержав победу над Ohio State. Однако в игре за звание чемпиона Pac-12 команда проиграла Юте. В результате Орегон занял второе место в Северном дивизионе Pac-12. В игре против Оклахомы в Valero Alamo Bowl 2021 года команда проиграла со счетом 32–47. В сезоне 2021 года Орегон одержал 10 побед и 4 поражения.
6 декабря 2021 года Кристобаль сообщил команде о своём решении покинуть программу и стать главным тренером в Университете Майами. Также стало известно, что координатор нападения Джо Мурхед принял решение завершить свою карьеру и стать главным тренером в Акроне.

### Команда под руководством Дэна Лэннинга (2022 – настоящее время)
11 декабря 2021 года координатор защиты Джорджии Дэн Лэннинг был назначен главным тренером Университета Орегона. Он сменил на этом посту Марио Кристобаля, который стал главным тренером Университета Майами.
Несмотря на отсутствие опыта работы главным тренером, Лэннинг прибыл в Юджин с репутацией выдающегося специалиста по защите. За время работы в Джорджии он воспитал множество талантливых игроков.
Под руководством Лэннинга команда завершила свой первый сезон со счётом 10–3. В 2022 году они выиграли игру Holiday Bowl против команды Северной Каролины со счётом 28–27.
В 2024 году команда Лэннинга завершила свой третий сезон с результатом 13-0. В игре чемпионата Big Ten они одержали победу над командой Penn State. Это позволило Орегону впервые в истории программы занять первое место в рейтинге плей-офф студенческого футбола по итогам регулярного сезона. Однако в четвертьфинальном матче плей-офф студенческого футбола команда проиграла команде Ohio State Buckeyes на Rose Bowl.

## Членство в конференциях
Орегон был участником следующих конференций.
- Ассоциация футбола Орегона (1894-1895)
- Независимые (1896–1901, 1903–1907, 1909–1911, 1959–1963)
- Северо-Западная Межуниверситетская Спортивная Ассоциация (1902, 1908, 1912–1915)
- Конференция Тихоокеанского побережья (1916–1958)
- Конференция Pac-12 (1964–2023)
- Конференция Big Ten (с 2024 г.)[47]

## Чемпионаты

### Национальные чемпионаты
Футбольная команда Oregon Ducks 2024 года была признана национальным чемпионом из нескольких основных отборочных команд NCAA по итогам сезона 2024 года. Ducks прошли со счетом 13–1 и выиграли чемпионат Big Ten, одержав победу над Penn State, прежде чем уступить будущему победителю национального чемпионата CFP Ohio State в Rose Bowl, команде, которую они победили в регулярном сезоне. Школа не претендует на этот национальный титул.
| Сезон | Тренер      | Судьи                    | Счёт | Стадион   | Оппонент    | Результат | Окончательный AP | Финальные тренеры |
| ----- | ----------- | ------------------------ | ---- | --------- | ----------- | --------- | ---------------- | ----------------- |
| 2024  | Дэн Ланнинг | Андерсон и Хестер , Вулф | 13–1 | Роуз Боул | Огайо Стейт | Л 21–41   | № 3              | № 4               |

### Чемпионаты конференции
Начиная со второго сезона своего существования, Орегон завоевал как минимум 16 титулов конференции. 
| Сезон  | Конференция                          | Тренер           | Отчет конференции | Общий счёт |
| ------ | ------------------------------------ | ---------------- | ----------------- | ---------- |
| 1895   | Ассоциация футбола колледжей Орегона | Перси Бенсон     | 4-0               | 4-0        |
| 1919 † | Конференция Тихоокеанского побережья | Шай Хантингтон   | 2–1               | 5–1–3      |
| 1929 † | Конференция Тихоокеанского побережья | Джон Макьюэн     | 4–1               | 7–3        |
| 1933 † | Конференция Тихоокеанского побережья | Принк Каллисон   | 4–1               | 9–1        |
| 1948 † | Конференция Тихоокеанского побережья | Джим Эйкен       | 7–0               | 9–2        |
| 1957 † | Конференция Тихоокеанского побережья | Лен Казанова     | 6–2               | 7–4        |
| 1994   | Конференция Pacific-10               | Рич Брукс        | 7–1               | 9–4        |
| 2000 † | Конференция Pacific-10               | Майк Беллотти    | 7–1               | 10–2       |
| 2001   | Конференция Pacific-10               | Майк Беллотти    | 7–1               | 11–1       |
| 2009   | Конференция Pacific-10               | Чип Келли        | 8–1               | 10–3       |
| 2010   | Конференция Pacific-10               | Чип Келли        | 9–0               | 12–1       |
| 2011   | Конференция Pac-12                   | Чип Келли        | 8–1               | 12–2       |
| 2014   | Конференция Pac-12                   | Марк Хелфрич     | 8–1               | 13–2       |
| 2019   | Конференция Pac-12                   | Марио Кристобаль | 8–1               | 12–2       |
| 2020   | Конференция Pac-12                   | Марио Кристобаль | 3–2               | 4–3        |
| 2024   | Конференция Большой Десятки          | Дэн Ланнинг      | 9–0               | 13–1       |

### Трофей Хайсмана
Маркус Мариота стал первым игроком в истории Университета Орегона, удостоенным приза Хайсмана. Он набрал 90,92% возможных очков, что является вторым по величине результатом в истории приза.
Мариота получил награду без проведения медиа-кампании. Он отклонил предложение от Университета Орегона летом перед сезоном 2014 года.
В отличие от этого, Университет Орегона проводил медиа-кампании для потенциальных претендентов на приз Хайсмана в прошлом. Например, в сезоне 2001 года был установлен рекламный щит на Таймс-сквер стоимостью 250 000 долларов, рекламирующий Джоуи Харрингтона как «Джоуи Хайсман».
Победный сезон Мариоты в Хайсмане был отмечен установлением новых рекордов карьеры и сезона в Орегоне по общему количеству атак, общему количеству очков и пасов, а также победой в 12-м чемпионате Pac-12 программы.
Еще семь игроков из Университета Орегона были номинированы на премию Heisman Trophy. ЛаМайкл Джеймс стал единственным игроком, который получал голоса в течение нескольких лет (2010 и 2011). Он также занял третье место в голосовании за Heisman Trophy в 2010 году, уступив Кэму Ньютону (1-е место) и Эндрю Лаку (2-е место) из конференции Pac-12.
4 декабря 2023 года Бо Никс был объявлен финалистом Heisman Trophy, став четвертым игроком из Орегона, приглашенным на церемонию награждения в Нью-Йорке. 9 декабря 2024 года квотербек Диллон Гэбриел был объявлен финалистом Heisman Trophy, присоединившись к списку в качестве пятого игрока Ducks и третьего квотербека Орегона, приглашенного на церемонию награждения в Нью-Йорке.
| Год  | Игрок            | Позиция   | Очки  | Финалист | Место |
| ---- | ---------------- | --------- | ----- | -------- | ----- |
| 1948 | Норм Ван Броклин | Квотербек | 83    | Нет      | 6-й   |
| 1954 | Джордж Шоу       | Квотербек | 182   | Нет      | 7-й   |
| 2001 | Джои Харрингтон  | Квотербек | 364   | Да       | 4-й   |
| 2007 | Деннис Диксон    | Квотербек | 178   | Нет      | 5-й   |
| 2010 | ЛаМайкл Джеймс   | РБ        | 916   | Да       | 3-й   |
| 2011 | ЛаМайкл Джеймс   | РБ        | 48    | Нет      | 10-й  |
| 2012 | Кенджон Барнер   | РБ        | 42    | Нет      | 9-й   |
| 2014 | Маркус Мариота   | Квотербек | 2,534 | Да       | 1-й   |
| 2023 | Бо Никс          | Квотербек | 885   | Да       | 3-й   |
| 2024 | Диллон Габриэль  | Квотербек | 516   | Да       | 3-й   |

### Зал славы профессионального футбола
Шесть бывших футболистов Орегона были включены в Зал славы профессионального футбола . 
| Год вступления | Игрок            | POS       | Команда(ы) НФЛ      | Годы в составе команды(-ок) НФЛ |
| -------------- | ---------------- | --------- | ------------------- | ------------------------------- |
| 1971           | Норм Ван Броклин | Квотербек | Лос-Анджелес Рэмс   | 1949–1957                       |
| 1971           | Норм Ван Броклин | Квотербек | Филадельфия Иглз    | 1958–1960                       |
| 1978           | Альфонс Лиманс   | РБ        | Нью-Йорк Джайентс   | 1936–1943                       |
| 1993           | Дэн Фоутс        | Квотербек | Сан-Диего Чарджерс  | 1973–1987                       |
| 1996           | Мел Ренфро       | С         | Даллас Ковбойз      | 1964–1977                       |
| 2000           | Дэйв Уилкокс     | ФУНТ      | Сан-Франциско 49ers | 1964–1974                       |
| 2008           | Гэри Циммерман   | ОЛ        | Миннесота Вайкингс  | 1986–1992                       |
| 2008           | Гэри Циммерман   | ОЛ        | Денвер Бронкос      | 1993–1997                       |

## Рекорды и результаты
| Год  | Тренер       | Регулярный сезон рекорд | Окончательная запись |
| ---- | ------------ | ----------------------- | -------------------- |
| 1895 | Перси Бенсон | 4–0                     | 4–0                  |
| 1906 | Хьюго Бездек | 5–0–1                   | 5–0–1                |
| 1916 | Хьюго Бездек | 6–0–1                   | 7–0–1                |

## Места и сооружения
Стадион Autzen, домашняя арена футбольной команды Орегона с 1967 года, назван в честь Томаса Дж. Отцена, предпринимателя из Портленда и выпускника конкурирующего Университета штата Орегон. После смерти Томаса Дж. Отцена, Фонд Autzen, возглавляемый его сыном и выпускником Орегона Томасом Э. Отценом, выделил университету 250 000 долларов на строительство стадиона, которое было завершено в 1967 году.

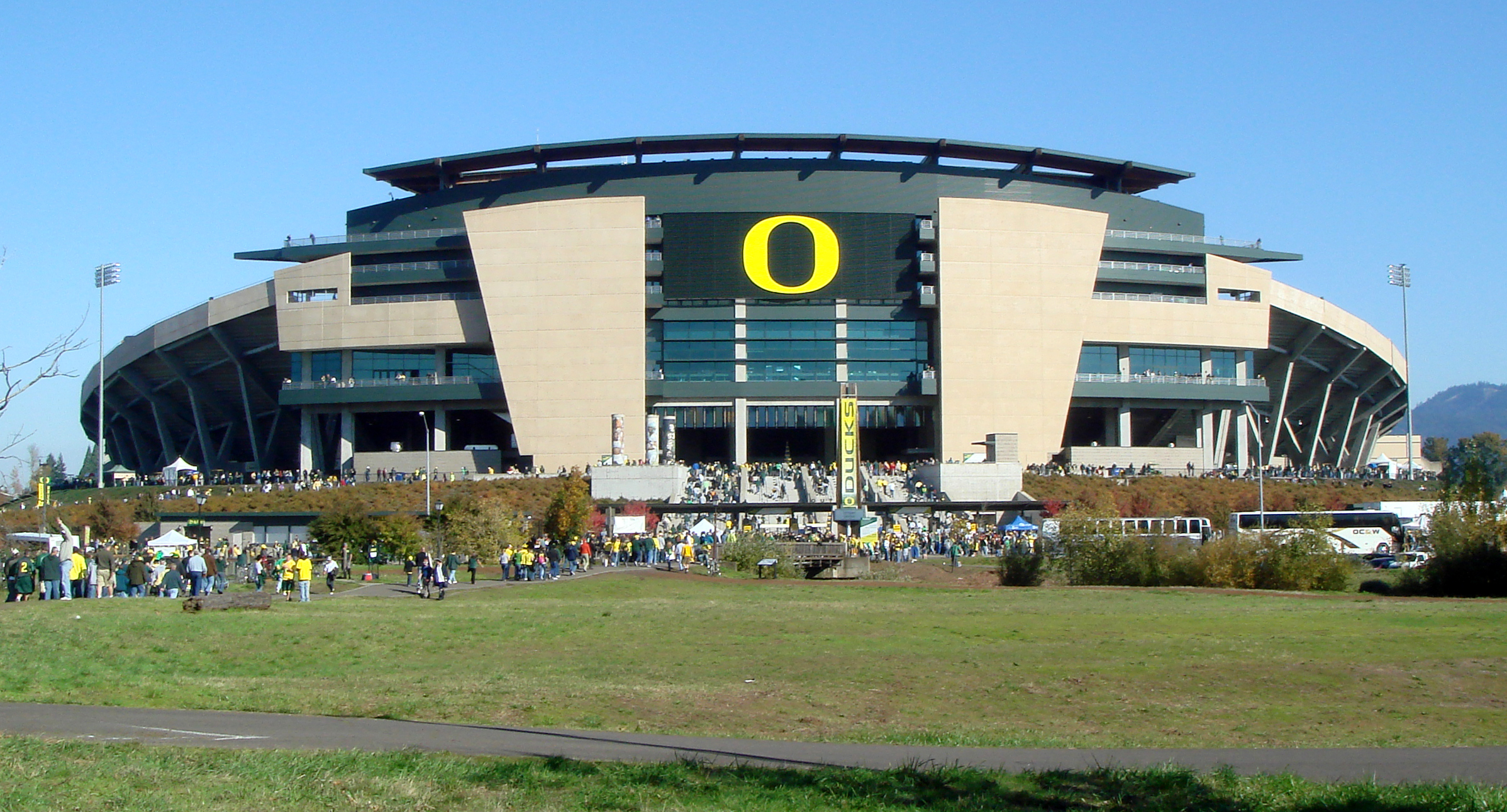
Стадион Autzen.

Хотя заявленная вместимость стадиона составляет 54 000 мест, после расширения в 2002 году количество мест увеличилось до более чем 60 000. В большинстве лет на стадионе собиралось около 59 000 зрителей. Стадион известен как одно из самых шумных мест в студенческом футболе.
27 октября 2007 года во время игры против Южнокалифорнийского университета на стадионе собралось 59 277 зрителей, и уровень шума достиг 127,2 децибел, что является четвёртым по громкости показателем среди всех зарегистрированных на студенческом футбольном матче.
Спортивный центр Moshofsky, названный в честь бывшего футболиста Университета Орегона (1940–1942) и давнего сторонника университета Эда Мошофски, был открыт в августе 1998 года. Это первый крытый тренировочный и тренировочный центр в конференции Pacific-10.
Центр Moshofsky расположен к югу от спортивного центра Casanova и принимает большинство межвузовских спортивных программ университета. Стоимость объекта составляет 14,6 миллионов долларов.
Объект включает в себя крытое футбольное поле с искусственным покрытием во всю длину, 120-метровую четырёхполосную синтетическую беговую дорожку и автоматизированную систему для опускания клетки для отбивания, используемую командой по софтболу. Также имеется защитная сетка, которая позволяет использовать объект мужской и женской командами по гольфу.
Сочетание непрямого освещения и двух параллельных панелей светового люка создаёт энергоэффективную систему, которая позволяет гибко изменять условия освещения.
В 2013 году был завершён проект по строительству нового футбольного операционного центра, расположенного рядом со стадионом Autzen. Комплекс Hatfield-Dowlin был расширен в сторону северной и западной частей центра Casanova.
Новый открытый двор и площадь, расположенные к западу от Casanova Center, спроектированы в центре комплекса. Они объединяют расширение с существующими Cas Center и Moshofsky Center.
Стоимость проектирования и строительства объекта в размере 68 миллионов долларов была пожертвована основателем и председателем Nike Филом Найтом.
Футбольная команда Университета Орегона в последние годы была известна своим уникальным стилем формы. Она включала в себя несколько цветовых комбинаций шлемов, футболок, брюк, носков и обуви, что позволяло создавать новые конфигурации формы каждую неделю, не считая изменений дизайна в течение сезона. Эти изменения часто вызывали положительные отзывы и похвалу со стороны новичков в футболе.
Новые схемы формы координируются выпускником Орегона Тинкером Хэтфилдом, руководителем Nike. Nike имеет права на экипировку Ducks с 1995 года.

## Униформа
Футбольная команда Университета Орегона в последние годы была известна своим уникальным стилем формы. Она включала в себя несколько цветовых комбинаций шлемов, футболок, брюк, носков и обуви, что позволяло создавать новые конфигурации формы каждую неделю, не считая изменений дизайна в течение сезона. Эти изменения часто вызывали положительные отзывы и похвалу со стороны новичков в футболе.

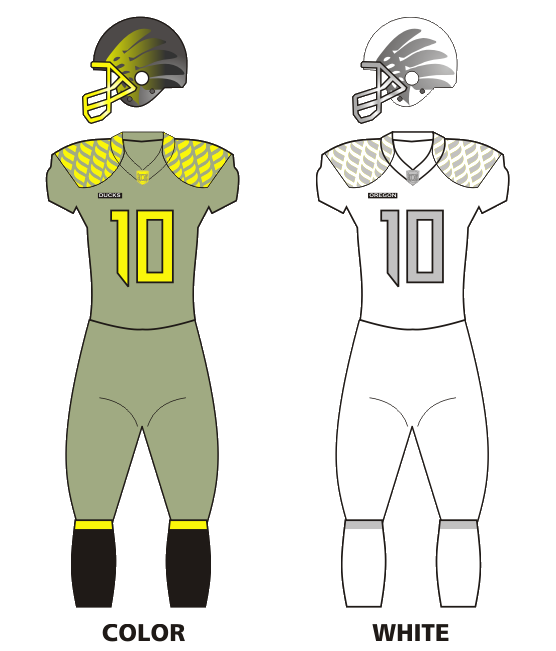
Униформа, разработанная в 2013 году в честь Вооруженных сил США.

Новые схемы формы координируются выпускником Орегона Тинкером Хэтфилдом, руководителем Nike. Nike имеет права на экипировку Ducks с 1995 года.
Униформа, разработанная в 2013 году, была посвящена Вооружённым силам США.
В течение нескольких десятилетий в XX веке форма команды Орегона была традиционной и включала в себя жёлтый шлем с оригинальной эмблемой «UO», жёлтые брюки и зелёную домашнюю майку с золотыми буквами или белую выездную майку с зелёными буквами и наплечниками в стиле UCLA.
Во время руководства Джерри Фрея шлемы были сплошного зелёного цвета с едва заметными вариациями логотипа. В 1972 году новый главный тренер Дик Энрайт вернул жёлтый шлем с зелёными и белыми полосами в стиле Green Bay Packers и без логотипов. Этот стиль шлема сохранялся до 1977 года, когда новый главный тренер Рич Брукс добавил зелёную переплетённую эмблему «UO» в виде блоков.
В 1985 году команда добавила логотип Oregon Donald Duck на рукава майки. Майк Беллотти внёс незначительные изменения в форму, удалив полосы со шлема, майки и брюк и добавив зелёную вариацию брюк.
В 1999 году форма команды Орегона претерпела значительные изменения: была представлена новая экипировка, разработанная компанией Nike. Она отличалась переработанной эмблемой «О», сплошными зелёными шлемами и майками с молниеносно-жёлтыми буквами. Это стало началом периода, когда стандарты формы для студенческих футбольных команд стали менее традиционными.
С 1999 года форма команды Орегона подвергалась изменениям примерно каждые три сезона. Частые изменения и яркая форма вызывали споры среди болельщиков. Поклонники традиционного подхода к студенческому футболу критиковали каждую новую форму, в то время как молодые болельщики и игроки, особенно потенциальные спортсмены Орегона, положительно реагировали на яркую ливрею.
В сезоне 2005 года футбольная команда использовала девять различных тактических схем. В сезоне 2006 года было представлено ещё больше комбинаций.
Новая форма, представленная в 2006 году, включала 384 возможных варианта сочетания футболок, брюк, шлемов, носков и обуви. Металлическо-жёлтый шлем с серебряным пламенем, дебютировавший в Лас-Вегасе в 2006 году, увеличил количество возможных комбинаций до 512.
Эта форма была более технологичной, чем предыдущая. Она была на 28% легче в сухом состоянии и на 34% легче во влажном. Кроме того, она была более долговечной благодаря усиливающим узорам алмазного покрытия на стыках.
Утки впервые надели ранее объявленные белые шлемы 20 октября 2007 года в Сиэтле во время игры с командой «Вашингтон Хаскис».
В 2008 году во время игры «Аризона — Орегон» команда вышла на поле в новой полностью чёрной форме, прозванной «lights out». Вместо типичных металлических наплечников с ромбовидным покрытием на новой форме был рисунок в виде крыльев.
Оригинальная эмблема шлема «Block UO» была возвращена, когда она использовалась вместе с ретро-майкой против Cal в 2009 году. Однако нео-ретро-зелёная майка с золотыми буквами и современным логотипом вместо «UO» на жёлтом шлеме появилась во время Гражданской войны 2009 года.
Для игры в Аризоне в 2008 году Орегон представил новый дизайн формы, основанный на дизайне «Lights Out» из предыдущего сезона. Дизайн включал в себя рисунок «крыльев» на наплечниках, а также более упрощённый дизайн формы. При этом стиль шрифта цифр «Bellotti Bold» и цвета — зелёный, чёрный, белый, жёлтый, серый, золотой и стальной — были сохранены. Это был основной дизайн формы с 2009 по регулярный сезон 2011 года.
Ещё одно изменение формы было представлено на Rose Bowl 2012 года и перенесено в сезон 2012 года. «Крылья» были перенесены с наплечников на шлемы в виде хромированных наклеек. Также была добавлена более широкая деталь «перо» с переливающимися тканевыми акцентами. В комплект формы включены пять различных шлемов.
19 октября 2013 года команда из штата Орегон выступила в специальной форме, разработанной для повышения осведомлённости о раке груди. Форма была надета в рамках игры против команды из штата Вашингтон.
В дополнение к новым ярким розовым шлемам, игроки команды надели розовые бутсы Nike Vapor Talon Elite, розовые носки Nike Vapor Carbon Elite и розовые перчатки Vapor Jet. Форма была дополнена чёрной системой униформы Nike Pro Combat.
Специальная версия формы была разработана с целью повышения осведомлённости и сбора средств для фонда Kay Yow Cancer Fund. Шлемы, проданные с аукциона, были частью этой инициативы.